# Sùng Châu
Sùng Châu (崇州市, Hán Việt: Sùng Châu thị) là một thành phố cấp huyện thuộc thành phố Thành Đô, Cộng hoà Nhân dân Trung Hoa. Thành phố này nằm cách trung tâm Thành Đô 37 km, phía đông là cao nguyên Thành Đô, có diện tích 1090 km2, địa hình bình nguyên chiếm 52% diện tích. Thành phố này có dân số 641.500 người. Chính quyền thành phố đóng tại trấn Sùng Dương. Sùng Châu có lịch sử lâu đời, thời xưa gọi là Thục Châu. Năm 316 lập huyện, 1994 nâng thành thành phố và đổi tên huyện Sùng Khánh thành thành phố Sùng Châu. Sùng Châu một thời phát đạt, được gọi là Thục Trung Chi Thục, Thục Môn Trọng Trấn.

## Hành chính
Thành phố Sùng Châu có các đơn vị hành chính gồm 18 trấn, 6 hương
- Trấn: Sùng Dương, Tam Giang, Giang Nguyên, Dương mã, Liêu Gia, Nguyên Thông, Quan Thắng, Hoài Viễn, Tam Lang, Nhai Tử, Văn Tỉnh, Vương Trường, Bạch Đầu, Đạo Minh, Long Hưng, Đại Hoa, Sùng Bình, Tử Đồng, 桤泉镇
- Hương: Cẩm Giang, Công Nghị, Kê Quan San, Tể Hiệp, Liệu Nguyên, Tập Hiền